# Serianthes hooglandii
Serianthes hooglandii là một loài thực vật có hoa trong họ Đậu. Loài này được (Fosberg) Kanis miêu tả khoa học đầu tiên.